# Josep Brascó Cata
Josep Brascó Cata   (Barcelona, 3 de desembre de 1929 - Barbastre, 28 de novembre de 2022) va ser un exjugador i exentrenador de waterpolo català.
Com a waterpolista va jugar al CE Mediterrani de 1944 a 1951, i posteriorment al CN Montjuïc del 52 fins a la seva retirada com a jugador al 1966.
En el mateix equip blanc-i-verd va debutar com a entrenador. De 1973 a 1970 dirigí la selecció espanyola, lloc on el 1977 va fer debutar a Manel Estiarte amb només 15 anys.
Després de dirigir el CN Sabadell (1979-81), fou seleccionador nacional d'Aràbia Saudita (1981-83) i de Grècia (1983-84). El 1985 torna a Catalunya per entrenar un any el CN Martorell i el 1987 tornà a dirigir la selecció saudita. Fou també entrenador de l'Ortigia italià (1988-89), el Quios (1990-92) i el Vouliagmeni (1995-97), grecs, l'egipci Zamalek (2003-04) i el CE Mediterrani (2006-07).
En el seu palmarès destaquen una Copa de Grècia (1990) i una Recopa d'Europa (1997).
El 2016 es va saber que Josep Brascó havia sigut una de les moltes persones afectades per les pròtesis defectuoses de l'empresa Traiber.